# Pha-Chang-Höhle
Die Pha-Chang-Höhle ist ein Felsdach im Nationalpark Op Luang, Provinz Chiang Mai in der Nordregion von Thailand.
Sie liegt in der Nähe Flussufers des Mae Chaem.
Die Pha-Chang-Höhle ist bekannt durch archäologische Funde zu den Hoabinhian, die in der Jungsteinzeit vor etwa 12.000 bis 2.000 Jahren dort als Jäger und Sammler lebten. Man fand als typische Artefakte einseitig geschuppte Geröllgeräte, wie steinerne Äxte und Schaber. Nach den tierischen Resten zu urteilen bestand die Umgebung der Höhle seinerzeit aus einem Regenwald, der für kleinere Gruppen ausreichend Nahrung bot. Von einigen der Geräte nimmt man an, dass sie zur Bearbeitung von Holz genutzt wurden.
Sehr interessant sind Höhlenmalereien, von denen zwar die meisten neueren Ursprungs sind, einige rote Spuren jedoch deutlich älteren Datums zu sein scheinen. Zudem entdeckte man steinzeitliches Hämatit unter den Hoabinhian-Funden.